# Fátima Ferreira
Fátima Ferreira-Briza (sinh ngày 16 tháng 2 năm 1959) là một nhà sinh vật học, hóa sinh học và giáo dục. Từ năm 2010, bà giữ chức giáo sư của chuyên ngành Sinh học Phân tử tại trường Đại học Salzburg, Úc, cũng tại đó, từ tháng năm 2011, bà cũng là Phó hiệu trưởng cho Nghiên cứu chịu trách nhiệm công tác giảng dạy Khoa học tự nhiên.

## Tiểu sử
Sinh ra tại Cachoeira de Goiás trung tâm Brazil vào năm 1977 Ferreira học tập tại Uberlândia. Bà theo học nha khoa tại trường Đại học Liên bang Uberlândia, tốt nghiệp vào năm 1981. Sau khi lấy được bằng tiến sĩ hóa sinh tại Đại học São Paulo vào năm 1987, bà làm việc với vai trò trợ lý nghiên cứu tại trường Đại học Liên bang Santa Catarina (1988), trường Đại học Toronto (1990) và trường Đại học Vienna (năm 1992). Tại Toronto, bà đã gặp chồng tương lai là Peter Btiza một giáo sư về di truyền học tại Đại học Salzburg.
Năm 1992, Ferreira được bổ nhiệm làm trợ lý giáo sư tại Viện Di truyền học và Sinh học tại Đại học Salzburg. Trong thời gian làm việc tại đây, bà nhận được bằng thạc sĩ của Đại học Vienna cho luận án Cơ sở phân tử nhận diện globulin miễn dịch E của Bet v 1, cơ chế dị ứng phấn hoa bạch dương. 
Sau khi trở thành phó giáo sư tại Khoa Sinh học Phân tử tại trường  Đại học Salzburg, bà đã chính thức trở thành giáo sư vào năm 2010. Tháng mười năm 2011, bà đảm nhận vị trí Phó hiệu trưởng Nghiên cứu khi lãnh đạo phòng thí nghiệm Christian Doppler chẩn đoán và điều trị Dị ứng.
Nghiên cứu Ferreira tập trung vào đặc điểm phân tử và miễn dịch của dị ứng phấn hoa, đặc biệt là ở loại chi Cáng Lò, chi Cỏ phấn hương, ngải cứu, liễu sam và cây bách, tương tác của chúng với hệ thống miễn dịch và sự phát triển của các phương pháp chẩn đoán và điều trị mới, bao gồm vắc xin bản chất protein cho bệnh dị ứng.

## Các giải thưởng
Năm 2008, Ferreira nhận được giải thưởng Nhà khoa học của năm từ Hội các nhà báo Khoa học và Giáo dục Úc. Với giải thưởng này, bà được mời tới Washington D.C. thuyết trình một bài về dị ứng.